# Leona Popović
Leona Popović (Rijeka, 13. studenoga 1997.), hrvatska je alpska skijašica. Sudionica je dvaju Zimskih olimpijskih igara (2018. i 2022.) i triju svjetskih prvenstava (2015., 2017. i 2021.) te natjecateljica u Svjetskomu skijaškom kupu od 2015. godine. Uglavnom se natječe u slalomu.
Na Olimpijskomu festivalu europske mladeži u Malbunu 2015. osvojila je zlatno odličje u slalomu.
Kao sedamnaestogodišnjakinja, nastupila je na Svjetskomu prvenstvu u Beaver Creeku 2015. u slalomu, veleslalomu, super-G-u, spustu i kombinaciji. Dvije godine kasnije u St. Moritzu nastupila je istim disciplinama, izuzev spusta, no ni u jednoj nije uspjela završiti utrku. Na SP-u u Cortini d'Ampezzo 2021. natjecala se u slalomu i veleslalomu.

## Vanjske poveznice
- Osobni profili: FIS, Olympics.com (MOO), Olympedia i Ski-DB.com